# Love Collection
Love Collection è una doppia raccolta di Mina edita dalla EMI nel 2000
Nel 2012, questa raccolta è stata rimossa dalla discografia sul sito ufficiale minamazzini.com.

## Tracce
CD 1
1. Una lunga storia d'amore (Tratta da Uiallalla, 1989) – 3:29 (Gino Paoli)
2. Colori (Tratta da Kyrie, 1980) – 5:15 (testo: Andrea Lo Vecchio – musica: Simon Luca)
3. Giuro di dirti la verità (Tratta da Mina 25, 1983) – 4:27 (testo: Cristiano Malgioglio – musica: Corrado Castellari)
4. Una canzone (feat. New Trolls) (Tratta da Salomè, 1981) – 4:13 (testo: Vittorio De Scalzi, Nico Di Palo – musica: Gianni Belleno, Ricky Belloni)
5. La verità (Tratta da Catene, 1984) – 4:15 (testo: Sergio Bardotti – musica: Armando Trovajoli, Carlo Pes)
6. Noi due nel mondo e nell'anima (Tratta da Ridi pagliaccio, 1988) – 4:25 (Roby Facchinetti, Valerio Negrini)
7. Fortissimo (Tratta da Ti conosco mascherina, 1990) – 4:23 (testo: Lina Wertmüller – musica: Bruno Canfora)
8. Devo tornare a casa mia (Tratta da Frutta e verdura, 1973) – 3:55 (Luigi Clausetti)
9. Non ti riconosco più (Tratta da Altro, 1972) – 4:18 (testo: Michele Anzoino – musica: Dario Baldan Bembo)
10. Amore mio (Tratta da Altro, 1972) – 3:40 (testo: Gina Basso – musica: Bruno Canfora)
11. La notte (La nuit) (Tratta da Lochness, 1993) – 3:52 (testo: Nicola Salerno – musica: Salvatore Adamo)
12. Scrivimi (Tratta da Rane supreme, 1987) – 4:47 (Giovanni Raimondo, Enrico Frati)
13. Amore, amore, amore mio (Tratta da Sorelle Lumière, 1992) – 5:00 (testo: Corrado Castellari, Giacinto De Mitri – musica: Corrado Castellari)
14. Come stai? (feat. Massimiliano Pani) (Tratta da Sorelle Lumière, 1992) – 4:35 (testo: Massimiliano Pani, Giorgio Calabrese, Claudia Ferrandi – musica: Massimiliano Pani)

CD 2
1. Lui, lui, lui (Tratta da Ridi pagliaccio, 1988) – 4:16 (testo: Paolo Limiti – musica: Massimiliano Pani)
2. L'altra metà di me (Tratta da Sì, buana, 1986) – 3:19 (Piergiorgio Benda)
3. E tu come stai? (Tratta da Si, buana, 1986) – 5:09 (Claudio Baglioni)
4. Traditore (Tratta da Caterpillar, 1991) – 4:33 (Giorgio Faletti)
5. Chitarra suona più piano (feat. Ángel "Pato" García) (Tratta da Uiallalla, 1989) – 3:18 (testo: Franca Evangelisti, Marcello Marrocchi – musica: Nicola Di Bari, Marcello Marrocchi)
6. Nessuno al mondo (No Arms Can Ever Hold You) (Tratta da ...quando tu mi spiavi in cima a un batticuore..., 1970) – 2:38 (testo: Nino Rastelli – musica: Art Crafer, Jimmy Nebb)
7. Che male fa (Tratta da Si, buana, 1986) – 4:20 (Piero Cassano, Aldo Stellita, Carlo Marrale)
8. La vita goccia a goccia (Tratta da Amanti di valore, 1973) – 4:34 (testo: Franco Califano – musica: Carlo Pes)
9. Magia (Tratta da Mina 25, 1983) – 4:20 (testo: Andrea Lo Vecchio – musica: Andrea Lo Vecchio, Gino Mescoli)
10. Adagio (Tratta da ...quando tu mi spiavi in cima a un batticuore..., 1970) – 3:32 (testo: Paolo Limiti – musica: Vittorio Buffoli, Mario Nobile)
11. Distanze (Tratta da Mina®, 1974) – 4:39 (testo: Luigi Albertelli – musica: Roberto Soffici)
12. Oroscopo (Tratta da Mina con bignè, 1977) – 3:50 (testo: Cristiano Malgioglio – musica: Corrado Castellari)
13. Da capo (Tratta da Mina con bignè, 1977) – 3:21 (testo: Marco Luberti – musica: Riccardo Cocciante)
14. Un'ora (Tratta da Ridi pagliaccio, 1988) – 3:27 (testo: Antonio Amurri – musica: Bruno Canfora)

Durata totale: 55:16